# Струмјењ
Струмјењ (пољ. Strumień) је град у Пољској у Војводству Шлеском у Повјату ћешинском. Према попису становништва из 2011. у граду је живело 3.557 становника.

## Становништво
Према прелиминарним подацима са пописа, у граду је 2011. живело 3.557 становника.
| 2002. | 2011. | 2012. |
| ----- | ----- | ----- |
| 3.454 | 3.557 | 3.607 |